# Wild Target
Wild Target is een Britse actiekomediefilm uit 2010 die geregisseerd is door Jonathan Lynn. De film is een remake van de Franse film Cible émouvante (2003).

## Verhaal
Victor Maynard (Bill Nighy) is een effectieve huurmoordenaar die daarmee de zaak van zijn familie voortzet. Hij krijgt de opdracht van Ferguson (Rupert Everett) om Rose uit te schakelen, die hem een vals schilderij heeft verkocht. Victor gaat aan de slag om zijn doelwit uit te schakelen, maar weet daar in eerste instantie niet in te slagen. Op advies van zijn moeder Louisa (Eileen Atkins) waagt hij nog een poging, maar ditmaal wordt hij dwarsgezeten door concurrent Mike (Gregor Fisher). Victor wordt in zijn strijd tegen Mike bijgestaan door de zwerver Tony (Rupert Grint). Victor besluit voorlopig Rose te beschermen en neemt Tony mee. Nadat Ferguson heeft vernomen dat Maynard heeft gefaald huurt hij een andere huurmoordenaar in: Dixon (Martin Freeman). Hierna een ontstaat een vlucht tussen van het drietal en ontstaan er enkele relaties onderling.

## Rolverdeling
- Bill Nighy, als Victor Maynard de huurmoordenaar
- Emily Blunt, als Rose, een oplichtster en het doel van Maynard
- Rupert Grint, als Tony, een zwerver
- Eileen Atkins, als Louisa, de moeder van Victor Maynard
- Rupert Everett, als Ferguson, een gangster die Victor Maynard inhuurd.
- Martin Freeman, als Dixon, ook een huurmoordenaar
- Gregor Fisher, als Mike, een hulpje van Ferguson
- Geoff Bell, als Fabian, het hulpje van Mike
- Rory Kinnear, als Gerry Bailey

## Reacties
Op Rotten Tomatoes scoorde de film 34% procent op goede kritieken.